# ویلر (ایندیانا)
ویلر (به انگلیسی: Wheeler) یک منطقهٔ مسکونی در ایالات متحده آمریکا است که در شهرستان پرتر، ایندیانا واقع شده‌است. ویلر ۶٫۹ کیلومتر مربع مساحت و ۴۴۳ نفر جمعیت دارد و ۲۰۳ متر بالاتر از سطح دریا واقع شده‌است.